# Chilocorus stigma
Chilocorus stigma är en skalbaggsart som först beskrevs av Thomas Say 1835.  Chilocorus stigma ingår i släktet Chilocorus och familjen nyckelpigor. Inga underarter finns listade i Catalogue of Life.